# Tanygnathus gramineus
Il pappagallo dalle redini (Tanignathus gramineus (Gmelin, 1789)) è un uccello della famiglia Psittaculidae.